# بئرسبيع (سيئون)
'

تعديل مصدري - تعديل

بئرسبيع هي إحدى قرى عزلة سيئون بمديرية سيئون التابعة لمحافظة حضرموت، بلغ تعداد سكانها 58 نسمة حسب تعداد اليمن لعام 2004.